# Баттл, Эшли
Эшли Баттл (англ. Ashley Battle; родилась 31 мая 1982 года в Питтсбурге, штат Пенсильвания, США) — американская профессиональная баскетболистка, выступавшая в женской национальной баскетбольной ассоциации. Была выбрана на драфте ВНБА 2005 года во втором раунде под общим двадцать пятым номером клубом «Сиэтл Шторм». Играла на позиции лёгкого форварда. После окончания спортивной карьеры она возглавила тренерский штаб школьной команды «Шартьерс-Вэлли Колтс», которым руководила в течение трёх сезонов.

## Ранние годы
Эшли Баттл родилась 31 мая 1982 года в городе Питтсбург (штат Пенсильвания). В детстве вместе с мамой переехала в город Уилинг (штат Западная Виргиния), где она и училась в средней школе Линсли, в которой выступала за местную баскетбольную команду.